# Mieczysław Olej
Mieczysław Olej (ang. Moses Oley) (ur. 1898 w Łodzi, zm. 1978 w Nowym Jorku) – polski i amerykański malarz pochodzenia żydowskiego.

## Życiorys
Urodził się jako Mojżesz Olej w łódzkiej rodzinie żydowskiej. W młodym wieku wyjechał do Berlina, gdzie uczył się malarstwa u Lovisa Corintha. Kontynuował naukę w Académie de la Grande Chaumière w Paryżu, wystawiał tam swoje pierwsze prace. Po ukończeniu studiów wyjechał na pięć lat do Nowego Jorku, tam uzupełniał wiedzę z zakresu malarstwa i grafiki oraz uczestniczył w wystawach. W 1918 na wystawie w Łodzi wystawił 24 pejzaże i portrety, w 1929 również w Łodzi miała miejsce wystawa zbiorowa jego prac. Zaprezentował wówczas 56 prac, w tym szkice, martwe natury oraz widoki Paryża, część jego obrazów została namalowana pod wyraźnym wpływem twórczości Maurice Utrillo. W 1930 uczestniczył w wystawie prac łódzkiego Stowarzyszenia „Start”, która miała miejsce w Krakowie, była to prawdopodobnie ostatnia wystawa w Polsce przed jego wyjazdem na stałe do Nowego Jorku, gdzie zamieszkał w połowie lat 30. XX wieku. Do czasów współczesnych zachowało się niewiele jego prac, Muzeum Sztuki En Charod w Izraelu ma dwie jego akwarele. Sporadycznie rzeźbił.